# كارولين لونغ
كارولين لونغ (بالإنجليزية: Carolyn Long)‏ هي مغنية أوبرا ومغنية أمريكية، ولدت في 13 يونيو 1915، وتوفيت في 3 أكتوبر 1991.